# Conseil de Paris

Großes Wappen der Stadt Paris

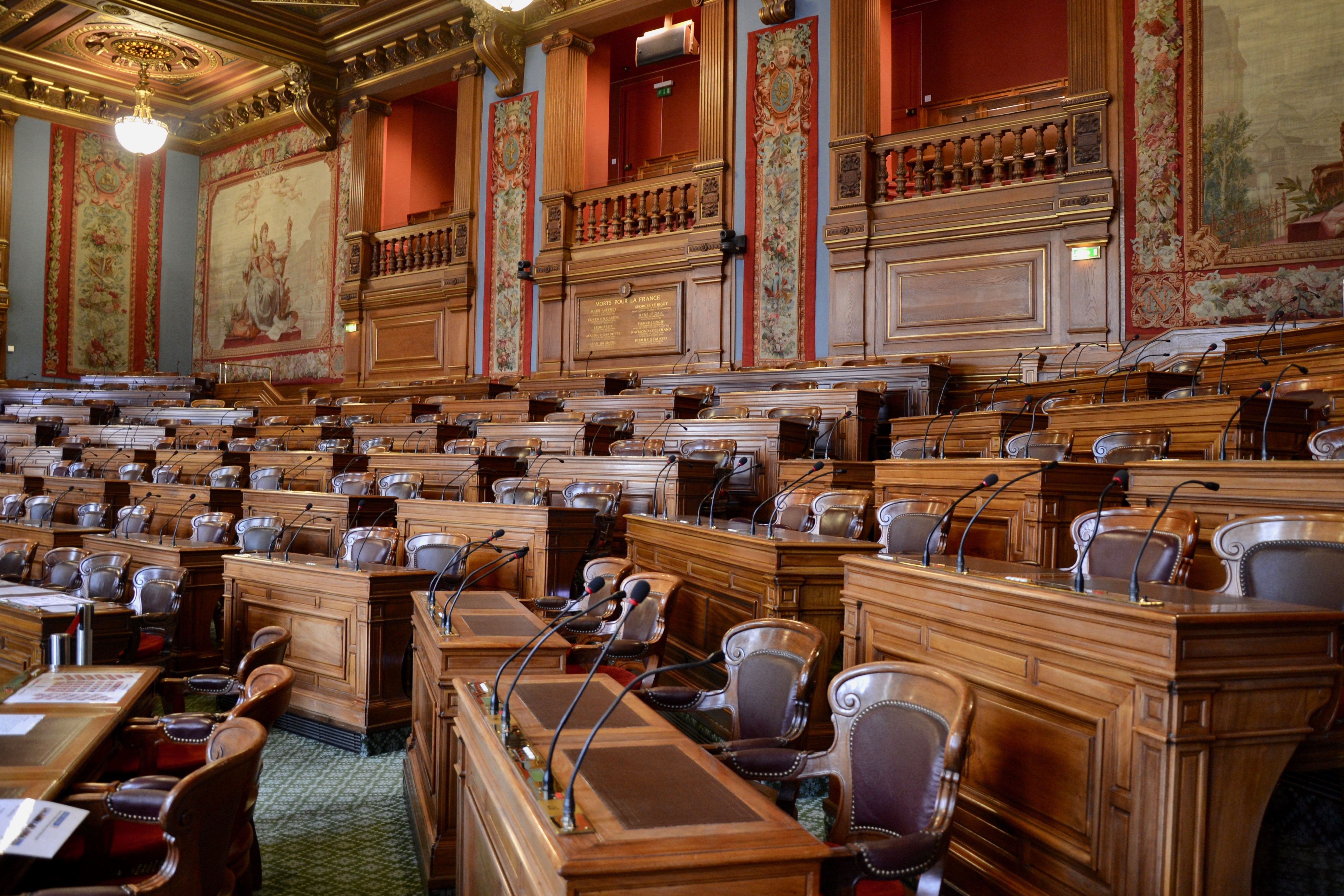
Ratssaal des Stadtrates von Paris

Der Stadtrat von Paris (französisch Conseil de Paris) ist das beratende Gremium für die Stadt Paris, die Hauptstadt von Frankreich. Es hat die Befugnisse eines Gemeinderats (conseil municipal) und ebenso die eines Départementrat (conseil départemental) für das Département de Paris, entsprechend dem sogenannten PLM-Gesetz (Loi PLM) von 1982, das die Verwaltung von Paris, Lyon und Marseille neu regelte. Paris ist die einzige Gebietskörperschaft in Frankreich, die zugleich eine Gemeinde und ein Département ist.
Der Bürgermeister von Paris (maire de Paris) hat den Vorsitz im Stadtrat und damit die Befugnisse des Bürgermeisters und des Präsidenten des Départementrates (président du conseil départemental). Mit Stand vom Juni 2020 gibt es 163 Ratsmitglieder.

## Geschichte
Paris und sein Umland wurden in der Vergangenheit fast immer vom jeweils höchsten französischen Gemeinwesen verwaltet: Vor der Französischen Revolution von 1789 von der Krone; danach von einem Präfekten (für das Département Seine), der von der Regierung ernannt wurde. Einen Bürgermeister von Paris gab es früher nur für kurze Zeitspannen während des 18. und des 19. Jahrhunderts.
Von 1977 bis 2019 war Paris eine Gemeinde und zugleich ein Département. Beide Gebietskörperschaften wurden von denselben Institutionen verwaltet, dem (damaligen) Stadtrat von Paris mit dem Bürgermeister von Paris als dem Ratsvorsitzenden. Dasselbe Gremium traf zusammen, entweder als Stadtrat oder als Départementrat (conseil général/conseil départemental) je nach den Gegenständen, die in den Ratssitzungen behandelt wurden.
Am 28. Februar 2017 verabschiedete die Nationalversammlung ein Gesetz, das bestimmte, dass die Aufgaben der Gemeinde und des Départements verschmolzen wurden zu einer neuen Gebietskörperschaft, der Stadt Paris (Ville de Paris). Das Gesetz trat am 1. Januar 2019 in Kraft.
Die heutige Pariser Verwaltungsorganisation enthält noch Spuren ihrer Vergangenheit als Verwaltung des Départements Seine. Die Pariser Polizeipräfektur (préfecture de police), der auch die Feuerwehr von Paris (pompiers de Paris) untersteht, hat die Jurisdiktion beispielsweise auf den Gebieten Brandschutz und Rettungswesen für das Gebiet der petite couronne (kleine Krone oder Halo) von Paris, also die drei an Paris angrenzenden Départements Seine-Saint-Denis, Hauts-de-Seine und Val-de-Marne. Die Polizeipräfektur untersteht direkt der französischen Regierung. Paris hat keine eigene Stadtpolizei, hingegen einen eigenen Gemeindevollzugsdienst.

## Wahlsystem
Die Stadt ist in 17 Wahlkreise (circonscriptions électorales) aufgeteilt, die die 20 Stadtbezirke (arrondissements municipaux) repräsentieren. In diesen Wahlkreisen werden die Mitglieder der Stadtbezirksräte (conseil d’arrondissement) und des Stadtrats (conseil municipal) gewählt.
Für die Kommunalwahlen 2020 wurde für die Arrondissements 1, 2, 3 und das 4 ein einziger Wahlkreis mit der Bezeichnung Paris Centre geschaffen. Paris Centre bildet einen Sektor (secteur). Die Rathäuser (mairies) der Arrondissements 1 bis 4 gingen im Rathaus von Paris Centre auf. Somit haben die vorgenannten Arrondissements keine eigene Verwaltung mehr.
Kein Stadtbezirk wählt weniger als 10 Mitglieder des Rates für das Arrondissement bzw. 3 Stadtratsmitglieder, keiner wählt mehr als 40 Mitglieder des Stadtbezirksrates (conseil d’arrondissement) oder mehr als 14 Stadtratsmitglieder. Insgesamt gibt es 354 Mitglieder der Stadtbezirksräte und 163 Stadtratsmitglieder. Eine Auswahl der Mitglieder eines jeden Stadtbezirksrates – etwa die Hälfte der Sitze in ihrem jeweiligen Stadtbezirksrats und zwar die Kandidaten im oberen Feld der jeweiligen Wahlliste – stellt zugleich die Mitglieder des Stadtrats, dieser trägt die Bezeichnung Stadtrat von Paris (Conseil de Paris). Der Stadtrat wiederum wählt den Bürgermeister von Paris eine Woche nach den Kommunalwahlen, wobei im ersten Wahlgang eine absolute Mehrheit der Stadträte erforderlich ist; in einer gegebenenfalls erforderlichen dritten Wahlrunde genügt die einfache Mehrheit.
Die Stadtbezirksräte und Stadträte werden in einer Listenwahl mit starren Listen im System der romanischen Mehrheitswahl mit Bonusmandaten für die Liste mit den meisten Stimmen gewählt. Wenn eine Liste im ersten Wahlgang die absolute Mehrheit der abgegebenen Stimmen erlangt, erhält sie von vornherein die Hälfte aller Sitze (bei einer ungeraden Zahl wird ab vier zu vergebenden Sitzen auf-, sonst abgerundet), danach wird die verbliebene Hälfte der Sitze proportional nach dem D’Hondt-Verfahren auf alle Listen einschließlich der Gewinnerliste verteilt, die mindestens 5 Prozent der Stimmen erhalten haben. Wenn keine Liste im ersten Wahlgang die absolute Mehrheit erhalten hat, folgt eine Woche später ein zweiter Wahlgang. In diesem erhält die Liste, die die relative Mehrheit der abgegebenen Stimmen erzielt, die Hälfte der zu vergebenden Sitze, die zweite Hälfte wird wiederum nach D'Hondt auf alle im zweiten Wahlgang kandidierenden Listen, die 5 Prozent der Stimmen erhalten haben, verteilt. Am zweiten Wahlgang können alle Listen teilnehmen, die im ersten Wahlgang im jeweiligen Wahlkreis mindestens 10 Prozent der Stimmen erhalten haben. Zwischen den Wahlgängen können Listen, die im Wahlkreis mehr als 5 Prozent der Stimmen erhalten haben, mit anderen Listen eine gemeinsame Liste zum zweiten Wahlgang bilden, wobei mindestens eine der an diesem Zusammenschluss beteiligten Listen für den zweiten Wahlgang qualifiziert sein muss. Dieses Wahlsystem führt dazu, dass eine Liste eine absolute Mehrheit der Sitze im Rat erringen kann, ohne eine absolute Mehrheit der Stimmen bekommen zu haben.

## Wahl des Rates von Paris
In der folgenden Tabelle sind unter anderem die Ratsmitglieder aufgeführt, die bei den Kommunalwahlen in Paris 2020 gewählt wurden.
| Sektor                | Arrondissement        | Anzahl Räte | Anzahl Räte | Anzahl Räte | Anzahl Räte je Arrondissement | Anzahl Räte je Arrondissement | Anzahl Räte je Arrondissement | Anzahl der Räte je Arrondissement | Anzahl der Räte je Arrondissement | Anzahl der Räte je Arrondissement | Einwohner pro Rat | Einwohner pro Rat |
| Sektor                | Arrondissement        | vor 2014    | 2014–2020   | seit 2020   | vor 2014                      | 2014–2020                     | seit 2020                     | vor 2014                          | 2014–2020                         | seit 2020                         | 2014              | 2020              |
| --------------------- | --------------------- | ----------- | ----------- | ----------- | ----------------------------- | ----------------------------- | ----------------------------- | --------------------------------- | --------------------------------- | --------------------------------- | ----------------- | ----------------- |
| Paris Centre          | 1.                    | 3           | ▼1          | ▬8          | 10                            | ▬10                           | ▼16                           | 13                                | ▼11                               | ▼24                               | 17.268            | 12.640            |
| Paris Centre          | 2.                    | 3           | ▼2          | ▬8          | 10                            | ▬10                           | ▼16                           | 13                                | ▼12                               | ▼24                               | 11.279            | 12.640            |
| Paris Centre          | 3.                    | 3           | ▬3          | ▬8          | 10                            | ▬10                           | ▼16                           | 13                                | ▬13                               | ▼24                               | 12.242            | 12.640            |
| Paris Centre          | 4.                    | 3           | ▼2          | ▬8          | 10                            | ▬10                           | ▼16                           | 13                                | ▼12                               | ▼24                               | 14.034            | 12.640            |
| 5.                    | 5.                    | 4           | ▬4          | ▬4          | 10                            | ▬10                           | ▬10                           | 14                                | ▬14                               | ▬14                               | 15.270            | 14.763            |
| 6.                    | 6.                    | 3           | ▬3          | ▬3          | 10                            | ▬10                           | ▬10                           | 13                                | ▬13                               | ▬13                               | 14.718            | 13.795            |
| 7.                    | 7.                    | 5           | ▼4          | ▬4          | 10                            | ▬10                           | ▬10                           | 15                                | ▼14                               | ▬14                               | 14.541            | 12.754            |
| 8.                    | 8.                    | 3           | ▬3          | ▬3          | 10                            | ▬10                           | ▬10                           | 13                                | ▬13                               | ▬13                               | 13.016            | 12.276            |
| 9.                    | 9.                    | 4           | ▬4          | ▬4          | 10                            | ▬10                           | ▬10                           | 14                                | ▬14                               | ▬14                               | 15.073            | 15.093            |
| 10.                   | 10.                   | 6           | ▲7          | ▬7          | 12                            | ▲14                           | ▬14                           | 18                                | ▲21                               | ▬21                               | 13.634            | 12.710            |
| 11.                   | 11.                   | 11          | ▬11         | ▬11         | 22                            | ▬22                           | ▬22                           | 33                                | ▬33                               | ▬33                               | 14.216            | 13.340            |
| 12.                   | 12.                   | 10          | ▬10         | ▬10         | 20                            | ▬20                           | ▬20                           | 30                                | ▬30                               | ▬30                               | 14.653            | 14.061            |
| 13.                   | 13.                   | 13          | ▬13         | ▬13         | 26                            | ▬26                           | ▬26                           | 39                                | ▬39                               | ▬39                               | 14.172            | 13.989            |
| 14.                   | 14.                   | 10          | ▬10         | ▬10         | 20                            | ▬20                           | ▬20                           | 30                                | ▬30                               | ▬30                               | 14.254            | 13.757            |
| 15.                   | 15.                   | 17          | ▲18         | ▬18         | 34                            | ▲36                           | ▬36                           | 51                                | ▲54                               | ▬54                               | 13.374            | 12.992            |
| 16.                   | 16.                   | 13          | ▬13         | ▬13         | 26                            | ▬26                           | ▬26                           | 39                                | ▬39                               | ▬39                               | 13.095            | 12.945            |
| 17.                   | 17.                   | 13          | ▼12         | ▬12         | 26                            | ▼24                           | ▬24                           | 39                                | ▼36                               | ▬36                               | 14.329            | 13.940            |
| 18.                   | 18.                   | 14          | ▲15         | ▬15         | 28                            | ▲30                           | ▬30                           | 42                                | ▲45                               | ▬45                               | 13.519            | 12.966            |
| 19.                   | 19.                   | 12          | ▲14         | ▬14         | 24                            | ▲28                           | ▬28                           | 36                                | ▲42                               | ▬42                               | 13.414            | 13.324            |
| 20.                   | 20.                   | 13          | ▲14         | ▬14         | 26                            | ▲28                           | ▬28                           | 39                                | ▲42                               | ▬42                               | 14.222            | 14.038            |
| Anzahl der Mitglieder | Anzahl der Mitglieder | 163         | 163         | 163         | 354                           | 364                           | 340                           | 517                               | 527                               | 503                               | 13.901            | 13.451            |

## Zusammensetzung und Fraktionen des Stadtrates von Paris
| Sitzverteilung im Stadtrat von Paris (2020)           |                 |                   |                                                          |                                       |
| Präsidentin des Pariser Stadtrates: Anne Hidalgo (PS) |                 |                   |                                                          |                                       |
| Partei                                                | Farbe/Abkürzung | Anzahl Mitglieder | Fraktion                                                 | Präsident/in                          |
| Mehrheit (94 Sitze)                                   |                 |                   |                                                          |                                       |
| Parti socialiste                                      |  PS             | 41                | Paris en commun                                          | Rémi Féraud                           |
| Divers gauche                                         |  DVG            | 13                | Paris en commun                                          | Rémi Féraud                           |
| Europe Écologie-Les Verts                             |  EÉLV           | 21                | Écologiste de Paris                                      | Fatoumata Koné                        |
| Génération écologie                                   |  GÉ             | 01                | Écologiste de Paris                                      | Fatoumata Koné                        |
| Parti animaliste                                      |  PA             | 01                | Écologiste de Paris                                      | Fatoumata Koné                        |
| Parti communiste français                             |  PCF            | 11                | Communiste et citoyen                                    | Nicolas Bonnet-Oulaldj                |
| Génération.s                                          |  G·s            | 06                | Génération.s                                             | Nathalie Maquoi                       |
| Opposition (69 Sitze)                                 |                 |                   |                                                          |                                       |
| Les Républicains                                      |  LR             | 44                | Changer Paris (Républicains, Centristes et Indépendants) | Rachida Dati                          |
| Les Centristes                                        |  LC             | 05                | Changer Paris (Républicains, Centristes et Indépendants) | Rachida Dati                          |
| Divers droite                                         |  DVD            | 03                | Changer Paris (Républicains, Centristes et Indépendants) | Rachida Dati                          |
| Agir                                                  |  Agir           | 02                | Changer Paris (Républicains, Centristes et Indépendants) | Rachida Dati                          |
| Objectif France                                       |  OF             | 01                | Changer Paris (Républicains, Centristes et Indépendants) | Rachida Dati                          |
| Horizons                                              |  Horizons       | 03                | Indépendants et Progressistes                            | Pierre-Yves Bournazel Delphine Bürkli |
| Renaissance                                           |  LREM           | 02                | Indépendants et Progressistes                            | Pierre-Yves Bournazel Delphine Bürkli |
| Soyons libres                                         |  SL             | 01                | Indépendants et Progressistes                            | Pierre-Yves Bournazel Delphine Bürkli |
| Mouvement démocrate                                   |  MoDem          | 05                | Modem, Démocrates et Écologistes                         | Maud Gatel                            |
| La France insoumise                                   |  LFI            | 01                | fraktionslos (non-inscrits)                              |                                       |
| Divers gauche                                         |  DVG            | 01                | fraktionslos (non-inscrits)                              |                                       |
| Divers gauche                                         |  DVG            | 01                | fraktionslos (non-inscrits)                              |                                       |